# Casale Monferrato
Casale Monferrato (Ël Casal în Piemonteză comună, Casà în dialect monferin) este o comună italiană din provincia Alessandria, în Piemont. Cu o populație de peste curent 36,000 de rezidenți și o zonă urbană care are mai mult de 50.000, este cel de-al doilea oraș din provincie, după capitala Alexandria.

## Demografie
Casale Monferrato - evoluția demografică

|  | Graficele sunt indisponibile din cauza unor probleme tehnice. Mai multe informații se găsesc la Phabricator și la wiki-ul MediaWiki. |

Date: Recensăminte sau birourile de statistică - grafică realizată de Wikipedia

## Sport
Sportul la Casale este foarte important. Fotbalul este raprezentat de Associazione Sportiva Casale Calcio fondată în 1909. Nerostellati (poreclă dată din cauza bluzei negre cu o stea albă pe inimă) au fost primi care au înfrânt o echipă engleză profesionistă, Reading F.C.. A.S. Casale a câștigat un campionat memorabil în 1913/1914 bătând pe Lazio 7-1 la Casale și 2-0 în deplasare. Echipa a jucat până în 1934 în Serie A după câteva sezoane în Serie B (campionat câștigat în 1930) Casae a jucat de fiecare dată între a3-a și a4-a serie națională. A.S.Casale va juca sezonul 2008/2009 în serie D. La Casale mai există o echipă de fotbal, U.S.D. Junior Calcio căruia impiant sportiv se găsește la Oltreponte (zonă din Casale Monferato).Junior Calcio va juca în sezonul 2007/2008, în campionatul de Prima Categorie.
Echipa de basket, Junior Casale Monferrato, joacă în LegADue. 

## Personalități născute aici
- Facino Cane (1360 - 1412), condotier.

## Imagini

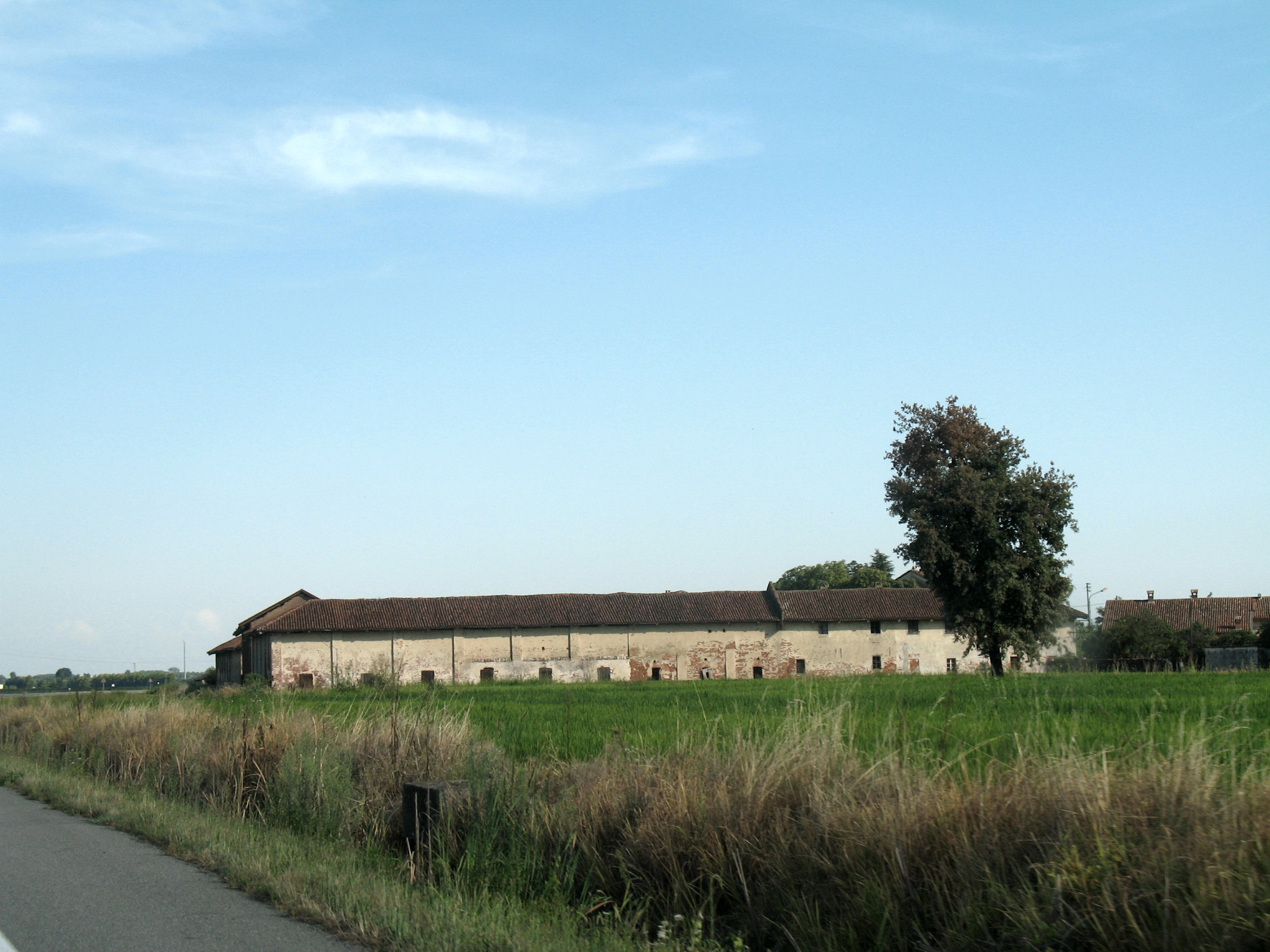
Un podere nella campagna presso Casale Monferrato
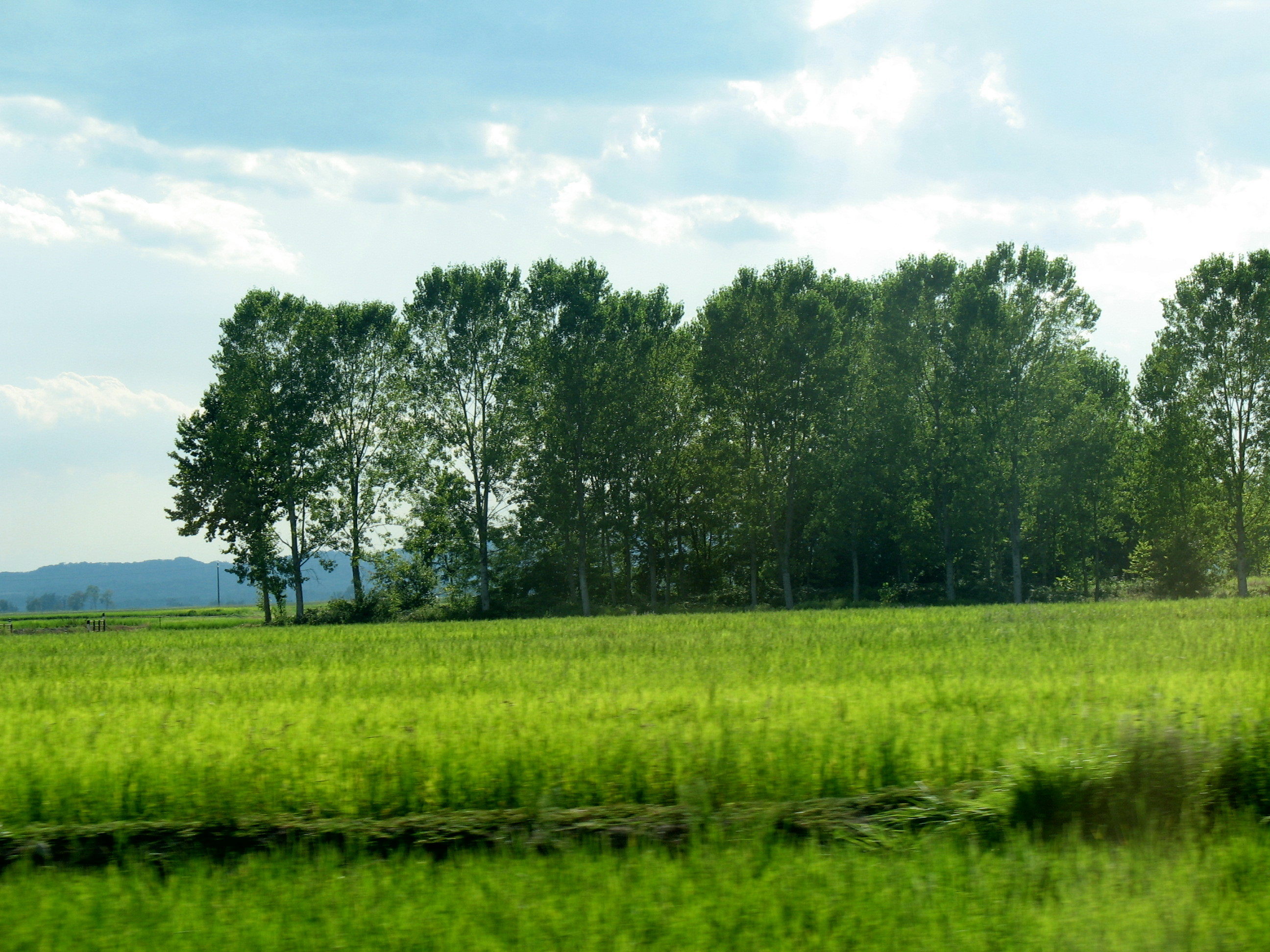
La campagna intorno a Casale Monferrato

1. ↑  Superficie di Comuni Province e Regioni italiane al 9 ottobre 2011 (în italiană), Istituto Nazionale di Statistica, accesat în 16 martie 2019